# ودامغو
ودامغو (بالصومالية: wadaamagoo)‏ هي مدينة تاريخية في مقاطعة عينبة، في محافظة صول في أرض الصومال.

## أصل الاسم
اسم ودامغو ينبع من عبارة Wadaamo go، والتي تعني إقطع الودان وباللغة الصومالية الودان هو دلو مصنوع يدويًا من جلد الحيوان وهو عبارة عن أسطوانة مستديرة مانعة لتسرب الماء، ذات قمة مفتوحة متصلة بمقبض حمل نصف دائري، متصل أيضًا بحبل. يمسك البدو الصوماليون بالحبل ويسقطون الودعان في بئر لحمل الماء.